# شهرستان شویبوجن
شهرستان شویبوجن (به لهستانی: Powiat Świebodzin) یک شهرستان در لهستان است که در استان لوبوسکی واقع شده‌است. شهرستان شویبوجن ۹۳۷٫۴۵ کیلومتر مربع مساحت و ۵۵٬۹۸۹ نفر جمعیت دارد.